# The Poet
The Poet is een Canadese dramafilm uit 2007, geregisseerd en geproduceerd door Damian Lee en Lowell Conn. De hoofdrollen worden vertolkt door Jonathan Scarfe, Nina Dobrev en Zachary Bennett.

## Verhaal
Aan het begin van de Tweede Wereldoorlog worden de dochter van een rabbijn en een ontgoochelde Duitse soldaat verliefd op elkaar. Tijdens de oorlog worden zij van elkaar gescheiden. Zij proberen elkaar terug te vinden.

## Rolbezetting
| Acteur          | Personage       |
| --------------- | --------------- |
| Jonathan Scarfe | Oscar Koenig    |
| Nina Dobrev     | Rachel          |
| Zachary Bennett | Bernard         |
| Kim Coates      | Generaal Koenig |
| Colm Feore      | Kolonel Hass    |
| Roy Scheider    | Rabbi           |
| Daryl Hannah    | Marlene Koenig  |
| Miriam McDonald | Willa           |